# Rayjacksonia annua
Rayjacksonia annua là một loài thực vật có hoa trong họ Cúc. Loài này được (Rydb.) R.L.Hartm. & M.A.Lane miêu tả khoa học đầu tiên năm 1996.